# Laphria leucocephala
Laphria leucocephala är en tvåvingeart som beskrevs av Johann Wilhelm Meigen 1804. Laphria leucocephala ingår i släktet Laphria och familjen rovflugor. Inga underarter finns listade i Catalogue of Life.